# Аванзал
Аванзал (фр. avant — перед и нем. Saal — зал), также антикамера — помещение перед парадным входом в главный зал крупного общественного здания или дворца. Позади главного зала иногда размещались арьерзалы.

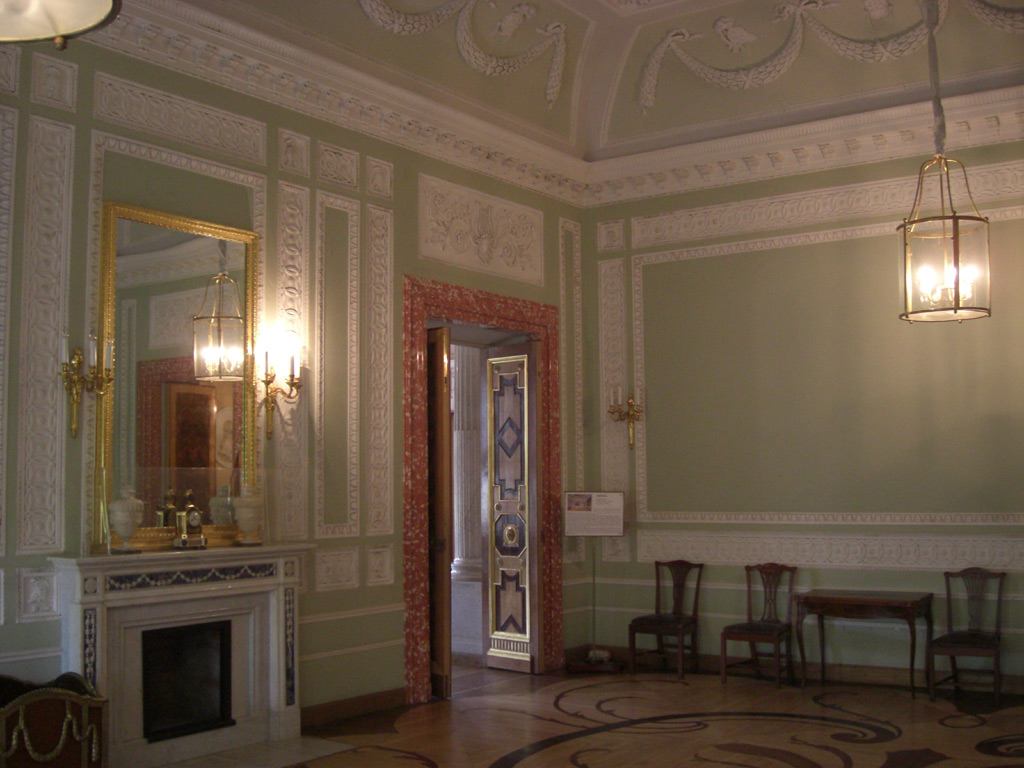
Аванзал в Большом Гатчинском дворце

Аванзал во дворцах являлся своеобразной парадной приёмной. Он имел минимальную меблировку и находился перед входом в тронный, бальный, пиршественный или иной главный зал. Аванзал использовался для ожидания основных событий мероприятия, но мог также использоваться как дополнительное помещение во время массовых празднеств.
В зависимости от размеров дворца аванзалы могли совмещаться с вестибюлем (в небольших зданиях), либо могло быть несколько аванзалов (в крупных дворцах). Темой для оформления аванзалов часто становились «сюжеты, утверждающие славу государства или фамилии, а также раскрывающие жанровое значение дома».